# Giacomo Piccolomini
Giacomo Piccolomini, italijanski rimskokatoliški duhovnik, škof in kardinal, * 31. julij 1795, Siena, † 17. avgust 1861.

## Življenjepis
22. julija 1844 je bil imenovan za kardinala in pectore. 24. novembra 1845 je bil povzdignjen v kardinal-duhovnika S. Balbina in 4. oktobra 1847 še za S. Marco.